# Стартовий комплекс SpaceX
Стартовий комплекс SpaceX — космодром, що збудувала американська компанія SpaceX біля селища Бока-Чика, неподалік від міста Браунсвілл (штат Техас), для свого приватного користування. Його призначення — надати SpaceX можливість самостійно формувати розклад польотів відповідно до жорстких термінів стартових вікон, що не завжди можливо на орендованих майданчиках. З космодрому компанія планує запускати ракету-носій власного виготовлення BFR, яку наразі розробляють. Керівник SpaceX Ілон Маск також зазначив, що звідти можуть стартувати «різноманітні багаторазові суборбітальні ракети-носії». У січні 2018 року перший запуск із нового комплексу планували не раніше 2019 року.
Траєкторія польоту з цього комплексу може бути дещо обмежена через Карибські острови та велику кількість нафтових та газових бурових платформ. Хоча SpaceX заявила, що звідти зручно запускати супутники на комерційно привабливу геосинхронну орбіту.

## Історія
Протягом 2012 — середини 2014 років SpaceX розглядала на території США сім потенційних місць для побудови свого стартового комплексу, але територія коло селища Бока-Чика була пріоритетною. Після того як Федеральне авіаційне управління США оцінило вплив побудови космодрому на довкілля, SpaceX у липні 2014 року почала домовлятися про купівлю 17 га землі та взяття в оренду 23 га. Офіційно про будівництво повідомили у серпні 2014 року. Попередньо планувалося, що перший запуск відбудеться у 2016—2017 роках.
Щоб заохотити SpaceX будувати об'єкт, вартістю $100 млн саме у Техасі («створення сотні робочих місць»), місцева влада погодилася на закриття державних пляжів у моменти проведення запусків, зниження вимог щодо рівня шуму та на розширення комунальних послуг та інфраструктури для підтримки нового космодрому. Останнє обійдеться їм у 15 млн дол.

## Будівництво

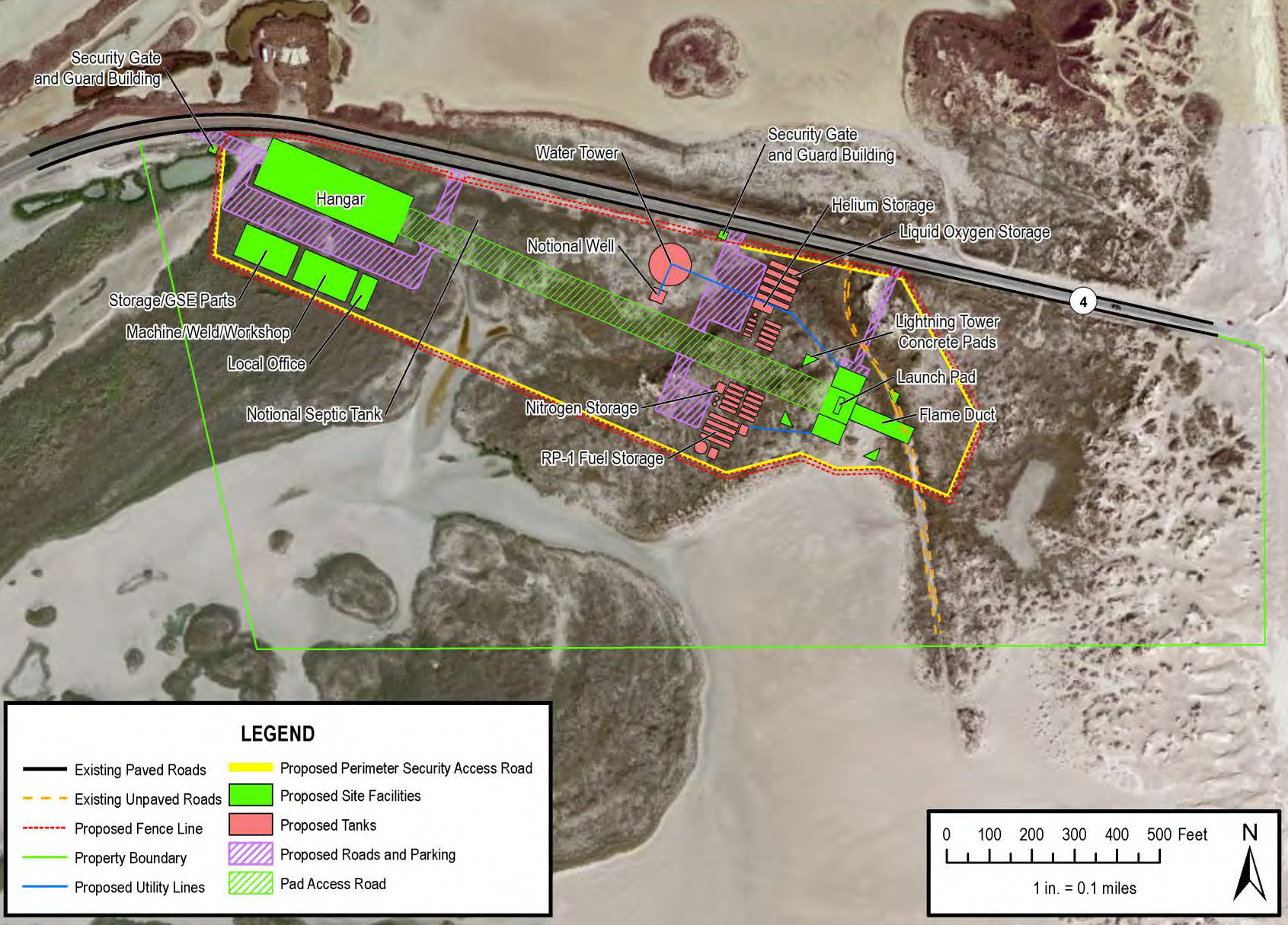
План будівництва стартового комплексу, квітень 2013 року.

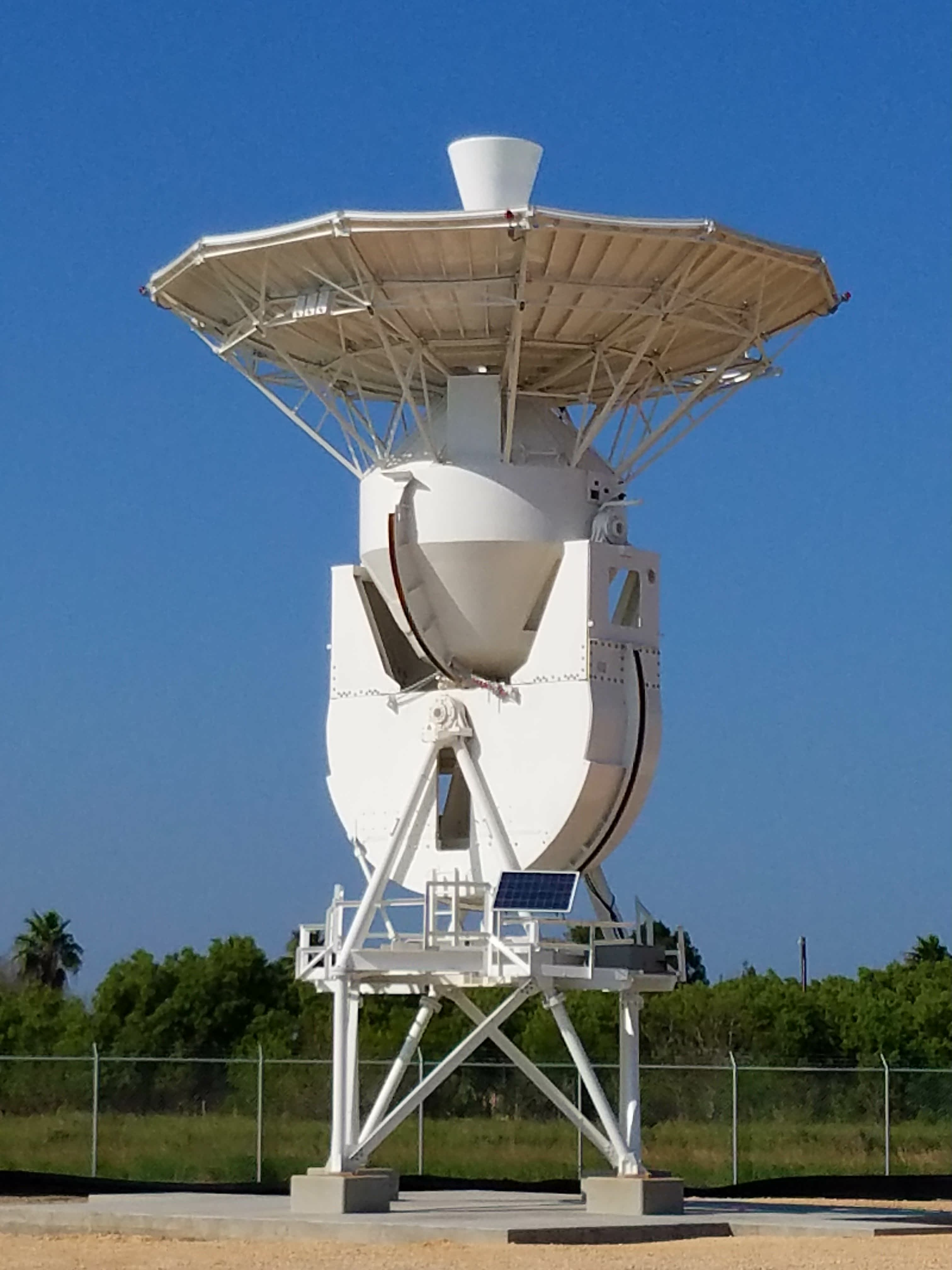
Антена відстежувальної станції

Перший камінь на будівництві SpaceX заклали у вересні 2014 року, але відразу повідомили, що безпосередні роботи розпочнуться у другій половині 2015 року. На ділянці Mars Crossing (назва присвячена однойменному роману Джеффрі Лендіса про експедицію на Марс) вирішено будувати командний центр. Її обнесли загорожею та встановили там дві портативні будівлі.
Для стабілізації підтопленого ґрунту працівники SpaceX протягом жовтня 2015-го — січня 2016 років завезли на проблемну територію 240 тис. м³ землі. Проведені додаткові тестування ґрунту показали, що проблеми значно більші, ніж розраховувала компанія. У лютому 2016 року головний операційний директор SpaceX Гвен Шотвелл повідомила, що будівництво відкладається через низьку стабільність (тримкість) ґрунту, що їх чекає «два роки брудної роботи» і, очевидно, збільшення вартості виробництва. Перший етап укріплення завершився у травні 2016 року.
Протягом 2016—2017 років на майданчику були встановлені дві 9-метрові антени S-діапазону. Їх викупили у космічного центру імені Кеннеді, де вони спостерігали за стартом та приземленням Спейс Шаттлу. На даному стартовому комплексі вони стануть додатковим засобом відстежування пілотованих місій Dragon 2. У січні 2018 року на 2,6 га завершилося встановлення сонячної електростанції від SolarCity.
Крім того, у січні 2018 року Гвен Шотвелл повідомила, що, починаючи із кінця 2018 — початку 2019 років, майданчик можливо застосовуватиметься «для ранніх випробувань ракет», але для повноцінної роботи об'єкта, як космопорту, необхідні будуть ще певні доопрацювання.

## Структура

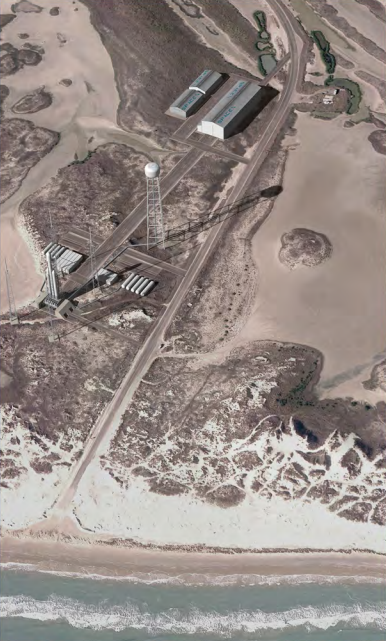
Художнє відтворення космопорту

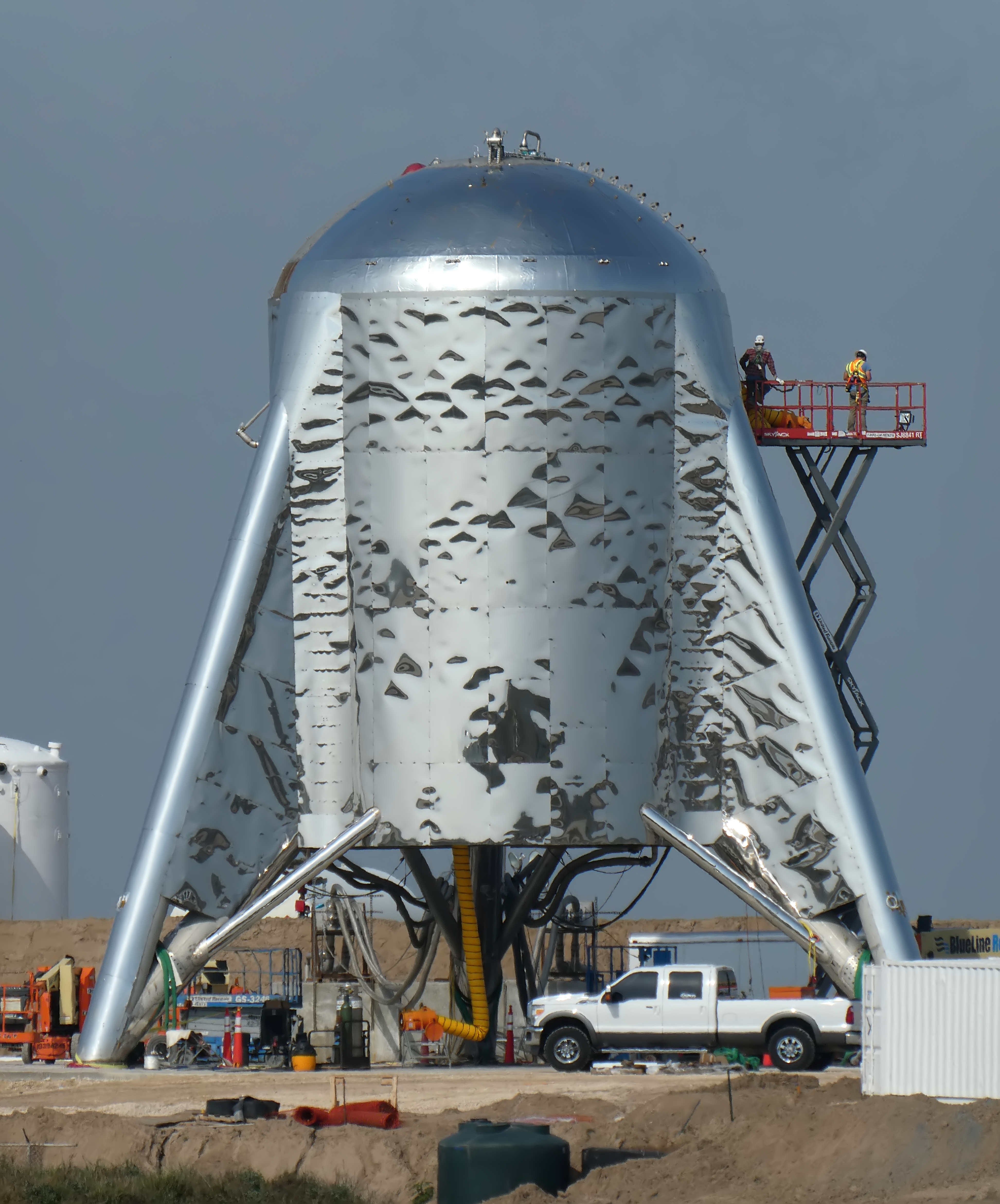
Starhopper

Космодром SpaceX міститиме безпосереднє місце для запуску з пов'язаним із ним каналом для полум'я. Також там буде басейн із водою, водонапірна вежа, чотири блискавковідводи, місця для зберігання палива (рідкий метан, рідкий кисень) та різноманітні майстерні, складські та комунальні приміщення. За 3,2 км від місця для запуску розташовуватиметься командний центр, що міститиметься у двох будівлях, об'єкт для роботи із корисними вантажами та ангар, в якому зберігатиметься транспортер-підйомник ракет та проводитимуться маніпуляції з ними у горизонтальному стані. Також для потреб SpaceX буде відремонтовано два житлових будинки у селищі Бока-Чика.

## Використання стартового комплексу
У грудні 2018 року розпочалася активна робота над створенням тестової версії космічного корабля Starship — Starhopper. На серпень 2019 року було заплановано його стрибок на 200 м у висоту.
8 квітня 2023 року, компанія SpaceX відправила космічний корабель Starship на стартовий майданчик до штату Техасу, де на 10 квітня планується його історичний запуск у перший орбітальний політ.